# ネーム・オブ・ザ・ゲーム
『ネーム・オブ・ザ・ゲーム』（原題The Name of the Game）は、1968年から1971年までNBCで放送されたテレビドラマである。トニー・フランシオサ、ジーン・バリー、そしてロバート・スタックが出演した90分番組で、全部で76話が放送された。後の『NBCミステリー・ムービー』などの「ホイール」形式の先駆けとなった番組である。
日本ではフジテレビ系列で放送された。

## 概要
1966年に放送された、スチュアート・ローゼンバーグ監督によるパイロット版『死んだ女の住所録』（The Fame is the Name of the Game）のシリーズ化である。このTVムービーの主演もトニー・フランシオサで、住所録をもとに、自殺した女性の謎に迫るという設定になっている。ドラマの方は、大手総合出版社であるハワード出版で仕事をする3人、ピープルマガジンの腕利き記者であるジェフ・ディロン、強力な縁故を持ち、万事如才ない会社トップのグレン・ハワード（パイロット版ではジョージ・マクリディが演じていた）そしてクライムマガジンの編集長ダン・ファレルの3人が、仕事を通じて起きる事件の謎に挑む。後にペギー・マックスウェルがアシスタントとして入り、3人をつなぐ存在となった。
ある人物が主演の時に、他の誰かが絡むこともあったが、3人が揃った回というのはなかった。それぞれが3週間に一度の割合で主演すると思われていたが、実際は、1シーズン目ではバリーが9回、スタックも9回、そしてフランシオサの登場は6回にすぎなかった。この1シーズン目限定ではあったが、物語に連続性を持たせるため、バリーが、スタックの主演回に4回、フランシオサの主演回にやはり4回出たことがある。3シーズン目の途中でフランシオサが降板となり、穴を埋めるために、ピーター・フォークやロバート・カルプ、そしてロバート・ワグナーが出演した。
この番組では、スティーヴン・スピルバーグが初めての長編の監督の仕事をもらった。フィリップ・ワイリーが脚本を担当した、ディストピアのSF『L.A.2017』である。この回は、将来の、致命的なまでに汚染され、大衆が地下壕で暮さざるを得なくなったロスアンジェルスが舞台である。しかも、精神科医によるファシスト政権が台頭しており、その中でハワードが追い詰められて行く。
スティーヴン・ボチコもこのシリーズで脚本家デビューをした。

## キャスト
- グレン・ハワード：ジーン・バリー（声：若山弦蔵）
- アンディ・ヒル（ハワードの秘書）：クリフ・ポッター（声：田中信夫）
- ダン・ファレル：ロバート・スタック（声：矢島正明）
- ジョー・サンプル：ベン・マーフィ（声：円谷文彦）
- ジェフ・ディロン：トニー・フランシオサ（声：広川太一郎）
- ペギー・マックスウェル：スーザン・セイント＝ジェームス（声：小谷野美智子）
- ロス・クレイグ：マーク・ミラー